# العلاء بن وهب
العلاء بن وهب بن عبد بن وهبان بن ضباب بن حجير بن عبد بن معيص بن عامر بن لؤي العامري القرشي. أسلم يوم الفتح، وشهد معركة القادسية، وقاد حملة إلى أهل همدان بعد أن ثاروا، وصالحهم على خراج، وجزية. استعمله الخليفة عثمان بن عفان على الرقة.
تزوج زينب بنت عقبة بن أبي معيط.